# Antonia Herrero
 Antonia Herrero (27 de noviembre de 1897 - 11 de abril de 1978) fue una actriz que nació en España y falleció en Buenos Aires, Argentina, país en el cual estuvo radicada de muy joven y donde cumplió una larga trayectoria en el teatro y el cine. 
Casada con el actor Francisco López Silva.

## Carrera profesional
Se inició casi una niña en el teatro en su país y en 1923 viajó a la Argentina para integrar la compañía teatral de su compatriota Ernesto Vilches. Durante años laboró en el teatro en la compañía de Mecha Ortiz y también trabajó con Pedro López Lagar. Se recuerdan especialmente sus actuaciones en ese medio en Mame, El conventillo de La Paloma y Ocho mujeres.
Su destacada labor en La dama duende (1945) le abrió el camino en la gran pantalla, donde fue dirigida por directores calificados como Luis Saslavsky, Alberto de Zavalía y Ernesto Arancibia.  En el Primer Certamen de Cine Hispánico-Americano de Madrid fue galardonada como mejor actriz secundaria por su actuación en A sangre fría (1947). En 1951 participó en el filme rodado en España, La corona negra, protagonizada por María Félix y dirigida por Saslavsky.
También se trabajó en televisión. En 1955 lo hizo en un elenco encabezado por Ana Mariscal en el Ciclo de Teatro de Federico García Lorca en distintas obras del autor granadino y culminó con Noche de recuerdo y alabanza a Federico García Lorca de Rafael Alberti.
Falleció en Buenos Aires el 11 de abril de 1978. Fue madre de la también actriz Marisa Herrero. Y esposa de Francisco López Silva, actor.

## Filmografía
Actriz
- Vení conmigo    (1973)
- Embrujo de amor    (1971)
- Maternidad sin hombres    (1968)
- Las mujeres los prefieren tontos  o Placeres conyugales   (1964) …Antonia
- Las ratas    (1963)
- Buscando a Mónica    (1962)
- El hombre señalado    (1957)
- Bendita seas    (1956) .... Sra. de Arguello
- El hombre virgen    (1956)
- Estrellas de Buenos Aires    (1956)
- El mal amor    (1955) .... Emilia Zaldívar
- Pájaros de cristal   (1955) .... Ljuba
- Reportaje a un cadáver    (1955)
- El grito sagrado    (1954)
- La de los ojos color del tiempo    (1952)
- Deshonra    (1952)…Directora
- La muerte en las calles    (1952)
- La corona negra    (1951)
- Las aventuras de Jack    (1949)
- Recuerdos de un ángel    (1948)
- A sangre fría    (1947) .... Sabina Zani
- Rosa de América    (1946)
- La dama duende    (1945)

## Televisión
- Pájaros de barro (1961) Serie
- Ciclo de Teatro de Federico García Lorca (1955)